# Đi du lịch

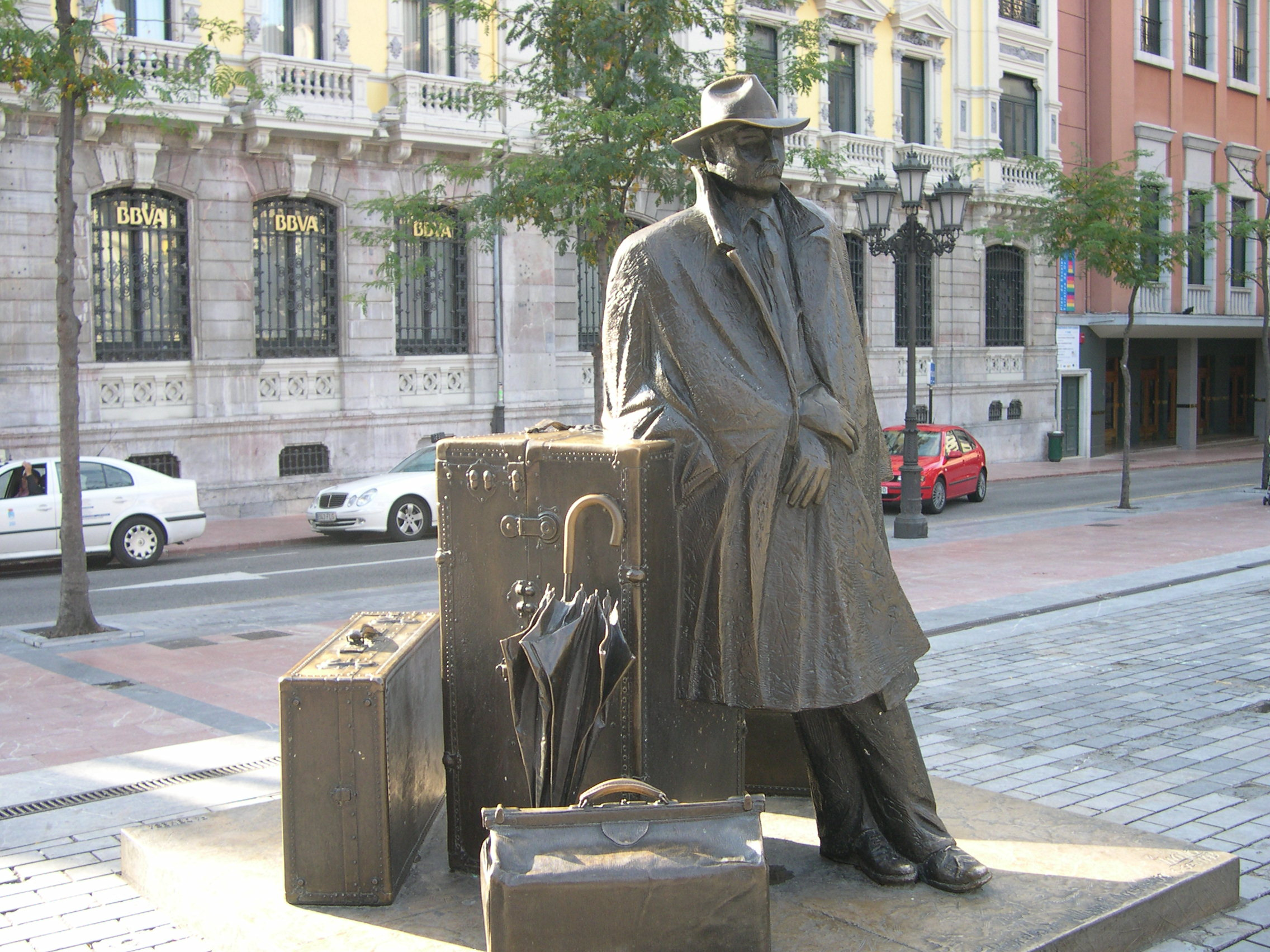
Bức tượng một người đi du lịch ở Oviedo, Tây Ban Nha.

Đi du lịch là việc di chuyển của con người giữa các vị trí địa lý vì một số mục đích và trong một khoảng thời gian nhất định, với sự trợ giúp của các phương tiện di chuyển hoặc không. Đi du lịch cũng bao gồm việc lưu trú ngắn ngày trong quá trình di chuyển. Việc di chuyển giữa các khu vực trong khoảng thời gian ngắn tính bằng phút thì không được coi là đi du lịch.